# Вестеркерк (Ротердам)
Вестеркерк (хол. Westerkerk) бивша је протестантска црква у Ротердаму. Грађена је од 1868. до 1870, а уништена у бомбардовању Ротердама маја 1940.
Вестеркерк је изграђена у мешовитом стилу. Звоник је био у неоготском, зидови у неороманском, а унутрашњост у седамнаестовековном протестантском стилу. Изградњу је финансирала Холандска реформисана црква. Почетак градње био је 12. јуна 1868, а изградња је завршена две године касније.
Током бомбардовања Ротердама 1940, црква је оштећена без могућности поправке. Вестеркерт, као и друга уништена црква у Ротердаму, Зејдеркерк, замењене су 1960. новоизграђеном Црквом Паулус.